# Polyrhaphis
Polyrhaphis es un género de escarabajos longicornios de la tribu Polyrhaphidini.

## Especies
- Polyrhaphis angustata Buquet, 1853
- Polyrhaphis argentina Lane, 1978
- Polyrhaphis armiger (Schoenherr, 1817)
- Polyrhaphis baloupae Santos-Silva, Martins & Tavakilian, 2010
- Polyrhaphis batesi Hovore & McCarty, 1998
- Polyrhaphis belti Hovore & McCarty, 1998
- Polyrhaphis confusa Lane, 1978
- Polyrhaphis fabricii Thomson, 1865
- Polyrhaphis gracilis Bates, 1862
- Polyrhaphis grandini Buquet, 1853
- Polyrhaphis hystricina Bates, 1862
- Polyrhaphis jansoni Pascoe, 1859
- Polyrhaphis ju Martins & al., 2015
- Polyrhaphis kempfi Lane, 1978
- Polyrhaphis lanei Santos-Silva, Martins & Tavakilian, 2010
- Polyrhaphis michaeli McCarty, 1997
- Polyrhaphis olivieri Thomson, 1865
- Polyrhaphis papulosa (Olivier, 1795)
- Polyrhaphis peruana Santos-Silva, Martins & Tavakilian, 2010
- Polyrhaphis pilosa Lane, 1965
- Polyrhaphis skillmani Wappes & Santos-Silva, 2013
- Polyrhaphis spinipennis Laporte, 1840
- Polyrhaphis spinosa (Drury, 1773)
- Polyrhaphis turnbowi Hovore & McCarty, 1998